# غرق‌شدگی
غرق‌شدگی به معنای خفگی در نتیجه فرورفتن در مایعات، به ویژه آب است که سومین علت شایع مرگ در بزرگسالان در کشورهای توسعه یافته‌است.
نزدیک به غرق شدگی (near drowning) بر اساس «وجود حیات، حداقل به صورت موقتی، بعد از خفگی در نتیجه فرورفتن در یک محیط مایع» تعریف می‌شود.
در هر صورت خفگی در آب یک تراژدی است، زیرا قربانیان اغلب جوان بوده و در شرایط جسمی خوبی هستند. در زمان رسیدن غریق در بخش اورژانس، می‌توان گستره ای از الگوهای بالینی را از کاملاً هوشیار تا ایست قلبی مشاهده کرد. بعضی از مواقع به نظر می‌رسد که امیدی به مورد غرق شده وجود نداشته باشد و بیمار بدون تنفس بوده و برون ده قلبی نیز صفر و مردمک‌ها نیز گشاد باشند؛ اما با توسعه مراقبت‌های اورژانسی، بعضی از قربانیان که به نظر می‌رسید امیدی به برگشت آنها نیست، به خوبی روند بهبودی را طی نمودند. حتی قربانیانی که یک ساعت یا بیشتر در آب شناور بوده‌اند، بعد از تلاش‌های دامنه‌دار، نجات یافته‌اند؛ از این رو می‌بایست به مورد غرق شدگی جدا از موارد دیگر احیاء قلبی- تنفسی نظر افکنده شود.

## پاتوفیزیولوژی
هنگام فرورفتن در یک مایع، مقادیر کمی مایع به درون هیپوفارنکس فرومی‌رود که موجب القای اسپاسم حلق (laryngospasm) می‌گردد. قربانی سپس مقادیر زیادی مایع بلع می‌کند. در ۹۰ درصد از موارد غرق شدگی، اسپاسم حلق متوقف می‌گردد. به دلیل اکسیژن پایین یا بالا رفتن سطح دی‌اکسید کربن در خون، تنفس غیرارادی آغاز می‌گردد و سپس قربانی مقادیر زیادتری آب به درون ریه‌های خود فرو می‌برد که به خفگی مرطوب (wet drowning) معروف است. همچنین ممکن است استفراغ و آسپیراسیون محتویات معده ای (به دلیل بلع مقادیر زیاد آب) صورت گرفته باشد که درمان را با دشواری روبرو می‌سازد.
الگوی بالینی در ۱۰٪ مابقی، خفگی خشک (dry drowning) است. برعکس خفگی مرطوب که در آن اسپاسم حلق متوقف می‌گردد، در قربانیان خفگی خشک، این اسپاسم بر جای مانده و موجب آسفیکسی (asphyxia) می‌گردد. هیچ یا مقدار کمی آسپیراسیون در نوع خفگی خشک موجود است. تمام بیماران غرق شده، دچار هیپوکسی هستند. در خفگی مرطوب، هیپوکسی به دلیل آسپیراسیون مایعات به درون شش‌ها صورت گرفته که موجب اختلال در فعالیت سورفاکتانت (surfactant) می‌گردد. این پدیده به این علت روی می‌دهد که آب، سورفاکتانت را شستشو یا ویژگی‌های فیزیکی مانند فشار سطحی آن را تغییر داده و موجب می‌گردد که حبابچه‌های ششی، حالت بی‌ثباتی پیدا کرده و مچالگی پیدا کنند. بعضی از حبابچه‌های ششی مچاله شده و آتلکتیک (atelectatic) می‌شوند و موجب تولید شانت درون ششی مطلق می‌شوند؛ در حالی که بعضی دیگر از حبابچه‌های ششی، به خوبی هواگیری نکرده و تولید شانت نسبی می‌کنند.
افراد غرق شده که اختلال عمده ای در سورفاکتانت دارند، شانس بالایی برای سندرم دیسترس تنفسی حاد از خود نشان می‌دهند. برای نشان دادن پیچیدگی شرایط باید گفت که به علت هیپوکسی، آسیب سلول‌های عصبی در دقایق اولیه بعد از غرق شدگی نیز روی می‌دهد. از آنجا که اکسیژن نمی‌تواند به مغز برسد، کولاپس دستگاه گردش خون نیز روی می‌دهد و همچنان که سلول‌های مغزی بیشتری از اکسیژن محروم می‌گردند، آسیب سلول‌های عصبی بیشتری رخ خواهد داد.
هر چه زمان هیپوکسی بیشتر شود، شانس آسیب سلول‌های عصبی نیز بیشتر می‌شود. چنانچه کاهش در درجه حرارت مرکزی بدن وجود داشته باشد (هیپوترمی در حد کمتر از ۳۵ درجه سانتی گراد)، مکانیسم‌های حفاظتی برای کاهش آسیب نورولوژیک حاصله از هیپوکسی فعال می‌شوند.
هیپوکسی موجب اسیدوز متابولیک در اکثر بیماران غرق شده می‌شود. نوع مایعی که بیمار در آن فرومی‌رود، اهمیت چندانی ندارد، زیرا تغییرات ناچیزی در اختلالات الکترولیتی و غلظت هموگلوبین، فارغ از غرق شدن در آب شیرین یا شور، روی می‌دهد. هر چند که تغییرات جزئی در سدیم سرمی و کلر در هر نوع غرق شدگی دیده می‌شود (هیپرناترمی در آسپیراسیون آب شور و هیپوناترمی در آسپیراسیون آب شیرین)، اما تغییرات چشمگیری در پتاسیم سرمی دیده نشده‌است. در هر صورت، همانگونه که اشاره شد، تغییرات الکترولیتی قابل ملاحظه ای در نمونه‌های انسانی غرق شده روی نمی‌دهد زیرا مقدار آب آسپیره شده به نظر نمی‌رسد که در قربانیان غرق شدگی چشمگیر باشد که بتواند تغییرات عمده ای را ایجاد کند.
اما در پاتوفیزیولوژی غرق شدگی در آب شور باید به این نکته توجه داشت که با آسپیراسیون آب شور، مایع هیپراسمولار موجب انتقال مایعات از درون عروق و بافت بینابینی به درون حبابچه‌های ریوی می‌گردند و آسپیراسیون مواد ریز همانند شن، دیاتومه‌ها و جلبک‌ها موجب اگزودا می‌شود. در نتیجه، حبابچه‌ها پر شده و تهویه نمی‌گردند که موجب هیپوکسمی می‌گردد.

## یافته‌های بالینی
براساس پاتوفیزیولوژی غرق شدگی، علائم بالینی، گستره متنوعی را شامل می‌شوند. همچنین الگوی بالینی در مکان غرق شدگی، با آنچه بیمار در بیمارستان از خود نشان می‌دهد، می‌تواند متفاوت باشد. بیماری که در مکان غرق شدگی دچار بیهوشی بوده و فاقد علائم حیاتی است ممکن است از لحاظ همودینامیک و نورولوژیک در بیمارستان طبیعی به نظر آید، برعکس غریقی که در مکان از لحاظ همودینامیک ثابت است، ممکن است در هنگام ورود به اورژانس، وضعیت او وخیم شود. این تغییر وضعیت‌ها حتی ممکن است هیچ ارتباطی با مراقبت‌های اورژانسی نداشته باشد.
به دلیل این گستردگی تظاهرات بالینی، شاید بهتر آن باشد که به بررسی یافته‌های بالینی بیماران براساس دستگاه‌های تنفسی، قلبی - عروقی و نورولوژیک نظر بیفکنیم.

### دستگاه تنفسی
تظاهرات تنفسی شامل موارد زیر هستند:
- تنگی نفس
- درد پشت جناغ قفسه سینه که با تنفس عمیق افزایش می‌یابد.
- خلط کف دار، خون آلود
- تندی تنفس و سیانوز
- کریپتاسیون ریوی و گاهی رونکای (Rhonchi)

در ۴۰ درصد موارد، ساعت‌ها یا روزها بعد از آسپیراسیون، سندرم دیسترس تنفسی حاد (ARDS) روی می‌دهد.
اختلالات فعالیت تنفسی شامل کاهش جریان بازدمی در اوج (peak expriatory flow)، ظرفیت حیاتی، کمپلیانس و نسبت تهویه –پرفیوژنی هستند که با وجود احیا، برای ساعت‌ها و روزها، موجب هیپوکسمی می‌شوند.
ممکن است عکس رادیوگرافی ساده اولیه، طبیعی باشد ولی تغییرات پراکنده و کدورت‌های ناپایدار یا ادم ریوی غیر قلبی نشان دهد. ممکن است هیپوکسمی شدید با وجود عکس ریه ساده طبیعی وجود داشته باشد.
عوارض شامل التهاب ریه (pneumonitis)، ادم ریوی، برونکوپنومونی، آبسه ریوی و امپایم (empyema) می‌باشند. عفونت‌های ریوی شدید با ارگانیسم‌های غیر معمول موجب موربیدیتی طولانی می‌گردند.

### دستگاه قلب و عروق
تظاهرات قلبی عروقی عمدتاً به دلیل اثر هیپوکسمی بر روی قلب است که خود را به صورت ایست قلبی (که ممکن است به احیاء قلبی اولیه پاسخ بدهد یا ندهد) نشان می‌دهد. اغلب بعد از نجات و احیا، تاکیکاردی فوق بطنی دیده می‌شود؛ البته دیگر آریتمی‌های قلبی نیز ممکن است روی دهند. اسیدیته خون حاصل فرایند هیپوکسمی شدید است. افت فشارخون و شوک ممکن است با وجود برقراری ریتم طبیعی قلب پابرجا بمانند. فشار وریدی مرکزی (CVP) ممکن است به دلیل نارسایی سمت راست قلب یا بالا بودن مقاومت عروق ریوی بالا باشد. کم بودن پرشدگی بطن چپ — که براساس فشار گوه ای کاتتر سرخرگ ریوی PCWP اندازه‌گیری می‌شود — ممکن است نشان دهنده کمبود مایع درون عروقی باشد. ممکن است برون ده قلبی و فشار اکسیژن وریدی مخلوط کم باشد که نشانگر هیپوپرفیوژن است.

### دستگاه اعصاب مرکزی
اثرات هیپوکسمی شامل اختلال در هوشیاری، تشنج، آسیب مغزی فوکال در نتیجه هیپوکسمی و ادم مغزی می‌باشند. سطح هوشیاری از هوشیاری کامل یا گیجی و منگی (blunted) تا کمای کامل همراه با پاسخ‌های دکورتیکه و دسربره می‌شود.
اسپاسم عضله مستر (Masseter) نیز شایع است.
از آنجا که درمان بیماران غرق شده بر اساس تظاهرات نورولوژیک آنها متفاوت است، به یک نوع تقسیم‌بندی این بیماران از لحاظ شدت علائم عصبی اشاره می‌کنیم.
در گروه A بیماران کاملاً هوشیار (Awake) هستند و در گروه B بیماران در حالت گیج و منگی (Blunted) بوده و در گروه C نیز کاملاً در شرایط کما (Comatose) به سر می‌برند. گروه C به سه زیر گروه براساس بهترین پاسخ موتور بیمار تقسیم‌بندی می‌شود:
بیمار کوماتوز C1 دارای پاسخ دکورتیکه (decorticate)، بیمار زیر گروه C2 نیز پاسخ دسربره (decerebrate) دارد و بیمار زیر گروه C3 نیز هیچ پاسخ موتوری از خود نشان نمی‌دهد.
علائم دستگاه گوارشی شامل عُق زدن (retching)، استفراغ و اسهال است که گاهی اسهال چنان شدید می‌شود که جایگزینی آب و مایع و شرایط احیا را با دشواری روبرو می‌سازد.
نارسایی چند ارگان نیز ثانویه به هیپوکسمی، اسیدوز و هیپوپرفیوژن حاصله روی می‌دهد. نخست کاهش دفع ادراری دیده می‌شود که گاهی منتهی به نارسایی کلیوی (به دلیل اسیدوز توبولر حاد) می‌شود. هموگلوبینمی، بیماری‌های انعقادی و حتی انعقاد درون عروقی منتشر (DIC) نیز سیمای بالینی را پیچیده می‌سازند.
یافته‌های آزمایشگاهی شامل کاهش فشار اکسیژن سرخرگی و فشار متغیر دی اکسیدکربن (طبیعی، پایین، بالا)، اسیدوزمتابولیک و تنفسی، تغلیظ خون، لکوسیتوز، افزایش فعالیت لاکتیک دی هیدروژناز، گاهی بالا بودن کراتینین و همولیز می‌باشند. الکترولیت‌های سرمی معمولاً در سطح نرمال هستند.

## درمان
بیمار غرق شده با ایست قلبی را می‌بایست به صورت بسیار جدی و با پشتکار احیا نمود؛ زیرا حتی بعد از ایست طولانی قلب، برگشت بیماران بدون عارضه نورولوژیک، نیز گزارش شده‌است.
از آنجا که ایست قلبی به دلیل هیپوکسمی و اسیدوز است، اولین هدف بازنمودن راه هوایی و تأمین مقدار کافی غلظت اکسیژن تنفسی (FIO2) است. تا زمانی که نتایج آنالیز گازهای خونی فراهم نشده‌است، می‌بایست اکسیژن ۱۰۰ درصد را تجویز نمود. بهترین روش بازگذاشتن راه هوایی، لوله گذاری درون نای است ولی احتمال آسیب گردنی که به صورت ناپایدار ممکن است اتفاق بیفتد را باید مد نظر قرار داد.
در بیمار ساده غرق شدگی بدون تروما، خطر آسیب گردنی وجود ندارد ولی احتمال آسپیراسیون را می‌بایست مد نظر قرار داد. داده‌ها هنوز کافی نیستند تا بتوان مانور هایملیچ (Himlich) را در قربانیان غرق شدگی جایز دانست، در هر صورت کاربرد این مانور هنوز بحث‌انگیز است. آسپیراسیون جسم خارجی در غرق شدگی معمول نیست، اگرچه احتمال آسپیراسیون شن و ریگ را باید در نظر داشت.
نکته بعدی اینکه در بیماران غرق شده با ایست قلبی، اسیدوزمتابولیک ممکن است روی دهد. اما مقدار دوز تجویز بیکربنات برای درمان اسیدوز در این بیماران، بسیار بالاتر از دوز تجویز شده در بیماران با ایست قلبی ثانویه در بیماری‌های قلبی است. به همین دلیل، انجام آنالیز گازهای خونی برای تجویز دقیق بیکربنات مورد نیاز را می‌بایست انجام داد. همزمان با اقدامات احیا، یک لوله بینی معده ای (NG tube) نیز برای کاستن بار معده و اندازه‌گیری درجه حرارت بدن برای برطرف کردن هیپوترمی نیز لازم است. در موقعی که درجه حرارت بدن بیمار بسیار پایین است، نمی‌بایست چنین پنداشت که غریق فوت کرده‌است و اقدامات برای دوباره گرم شدن، بایستی بسیار پرتلاش دنبال شوند.
هنگامی که راه هوایی برقرار گردید و فعالیت خودبخودی قلب بدست آمد، باید توجه به سوی اکسیژن رسانی کافی به بافت معطوف شود که برای این منظور اندازه‌گیری PaO2 کمک کننده است.
عموماً برقراری پایداری همودینامیک در غرق شدگی به آسانی امکان‌پذیر است، به ندرت کاهش فشار خون و کاهش برون ده قلبی مشاهده می‌گردد. درمان اولیه برای افت فشارخون در اکثر علت‌ها، آزمودن تجویز مایعات است، اما این روش درمان در بیمار غرق شده (که دچار ادم ریوی) شده ممکن است مناسب نباشد.
در نتیجه، این گروه از بیماران می‌بایست توسط کنترل‌های فرا دقیق همودینامیک پیگیری شوند. دانستن میزان فشار گوه ای سرخرگ شریانی (PAWP) و برون ده قلبی این امکان را فراهم می‌سازد که در مورد تجویز مایعات یا عوامل فعال عروقی (pressors) با دید منطقی نگریسته شود. با ادم ریوی غیر قلبی یا هر علت دیگر، باید حتماً در نظر داشته باشیم که اندازه‌گیری فشار وریدی مرکزی معمولاً به تنهایی شیوه دقیقی برای ارزیابی حجم مایع درون عروقی نیست. افزون بر این، تغییرات در فشار ورید مرکزی (CVP)، چه کاهش و چه افزایش یافته باشد، لزوماً با تغییرات PCWP یا فشار پرشدگی بطن چپ همبستگی ندارد. از این رو، اندازه‌گیری CVP نقش محدودی در درمان قربانی غرق شدگی دارد و اندازه‌گیری PCWP و برون ده قلبی در کنار آنالیز گازهای خونی در بیماران دچار افت فشار خون و نشانه‌های ادم ریوی ممکن است لازم باشد.

### فشار آخر بازدمی مثبت (PEEP)
فشار آخر بازدمی مثبت (PEEP) نشان داده شده‌است که هم به صورت تجربی و هم بالینی، در بازگشت کسر تهویه به پرفیوژن (V/Q) که به هیپوکسمی منتهی شده‌است فوق‌العاده مؤثر است. معمولاً تنها مقدار کمی PEEP برای اکسیژن رسانی کافی است و بهبودی در فعالیت ریوی می‌تواند شگفت‌انگیز جلوه نماید. سیستم PEEP در روند آسیب ریوی، آشکارا تغییری ایجاد نمی‌کند، اما امکان اکسیژن رسانی در هنگامی که فعالیت شش‌ها به سطح طبیعی بازمی‌گردند را امکان‌پذیر می‌سازد. همچنین PEEP شانس مسمومیت با اکسیژن را کاهش می‌دهد. معمولاً آسیب ریوی طی ۴۸ تا ۷۲ ساعت بهبودی می‌یابد. از این رو، حمایت تنفسی معمولاً کوتاه است، مگر آنکه عفونت روی دهد؛ بنابراین در بیمارانی که می‌توانند آن را تحمل کنند، فشار هوایی مثبت ممتد دماغی (BiPAP) ممکن است شیوه ای منطقی در دوره کوتاه مدت حمایت تنفسی باشد؛ اما شانس آسپیراسیون با این شیوه ناچیز نیست. از طرف دیگر، شواهدی در حال پدیدار شدن هستند که نشان می‌دهند PEEP ممکن است به آن اندازه که تصور می‌رفت خالی از خطر نباشد؛ از این رو شاید جایز باشد که از شیوه مدرن سیستم‌های رهاسازی اکسیژن با جریان بالا برای دوره‌ای کوتاه، پیش از آنکه به سوی روش‌های تهاجمی تر اکسیژن رسانی میل شود، استفاده کرد.

### سورفاکتانت
با در نظر گرفتن پاتوفیزیولوژی زمینه ای غرق شدگی، شاید درمان بیماران با سورفاکتانت (در صورت لزوم) جایگاهی داشته باشد. از آنجا که نارسایی تنفسی توأم با غرق شدگی، معمولاً به صورت نسبی درمان آسانی دارد و به اقدامات حمایتی تنفسی پاسخ می‌دهد، گزارش موردی استفاده از سورفاکتانت، محدود است. در این گزارش‌ها به نظر می‌رسد، سورفاکتانت در درمان آسیب ریوی سودمند باشد. با این وجود، آشکار نیست که این عوامل، برتری حیاتی چشمگیری را از خود نشان بدهند.

### آنتی‌بیوتیک
کسانی که در آب‌های اقیانوسی غرق می‌شوند، چنانچه تب، انفلیتراسیون ریوی جدید یا ترشحات چرکی نداشته باشند، عموماً نیازی به آنتی‌بیوتیک ندارند. تجویز آنتی‌بیوتیک به صورت پیشگیرانه به نظر نمی‌رسد که مرگ و میر یا موربیدیتی را کاهش دهد. از آنجا که اکثر عفونت‌های ریوی در قربانیان غرق شدگی منشأ بیمارستانی دارند، تجویز آنتی‌بیوتیک‌هایی برای ارگانیسم‌های مقاوم تر را باید مدنظر داشت. افزون بر تجربه بالینی، شواهد بالینی نیز نشان می‌دهند که تجویز آنتی‌بیوتیک‌ها به صورت پیشگیرانه، لزومی ندارند.
چنانچه قربانی، آب آلوده با ارگانیسم را به صورت شدید آسپیره کند، تجویز آنتی‌بیوتیک پیشگیرانه ممکن است مناسب باشد.

### کورتیکواستروئیدها
استروئیدهای آدرنالی که برای درمان آسیب ریوی غرق شدگی استفاده می‌گردند، احتمالاً جایگاهی ندارند. شواهد تجربی در این مورد و دیگر موارد آسپیراسیون، قویاً در مورد عدم اثر بخشی استروئیدها برای بهبودی پیش آگهی طولانی مدت یا موربیدیتی کوتاه مدت تأکید می‌کنند. یک مطالعه کنترل نشده نشان می‌دهد که مصرف دوزاژ بالای استروئید در بیماران غرق شده (از هر چهار مورد یکی) که با ادم ریوی مراجعه می‌کنند ممکن است سودمند باشد.

### احیاء مغزی
احیا مغزی هدف نهایی درمان غرق شدگی است. در یک مجموعه بزرگ مطالعاتی، اختلالات نورولوژیک طولانی مدت از صفر تا ۱۰ درصد گزارش شده‌است. از این رو پیشنهاد شده‌است که درمان تهاجمی احیا مغزی می‌تواند از رخداد اختلالات نورولوژیک غرق شدگی جلوگیری کند. این فرادرمان (hypertherapy) شامل کمای القا شده با باربیتورات، هیپرونتیلاسیون کنترل شده، دیورتیک‌ها، پارالیز، هیپوترمی عمدی و استروئیدهای آدرنالی است. منطق این نوع درمان برای کاهش فشار درون مغزی، ادم مغزی و کاهش نیاز مغز به اکسیژن است. تمام این اقدامات برای پیشگیری از آسیب به دستگاه عصبی انجام می‌گردند. پندار این نوع درمان در این است که بعد از رخداد آنوکسی نخستین، آسیب بیشتری می‌تواند روی دهد و این نوع درمان‌ها می‌توانند از آسیب جلوگیری کنند.
متأسفانه، بعد از یک دهه تجربه با این شیوه درمانی، هنوز آشکار نیست که آیا روش مذکور توانسته‌است میزان مرگ و میر و موربیدیتی را کاهش دهد. بزرگترین مطالعه بر روی گروهی که فرادرمانی را به کار برده‌اند حاکی از موربیدیتی نورولوژیک ۷ درصد است که به نظر نمی‌رسد به صورت چشمگیری از مطالعات دیگر که پیش از توسعه فرادرمانی انجام شده‌اند تفاوت داشته باشد.
افزون بر این، مطالعات دیگر نشان داده‌اند که گرچه فشار درون مغزی (ICP) بالا توأم با پیش آگهی بدی است، ولی طبیعی بودن فشار درون مغزی، بهبودی نورولوژیک را تضمین نمی‌کند و فرادرمانی لزوماً از بالا رفتن فشار درون مغزی جلوگیری نمی‌کند. در حقیقت به نظر می‌رسد که بالا رفتن ICP نتیجه آسیب مغزی است. چنانچه این نوع درمان به کار رود، می‌بایست جهت بیماران با شرایط وخیم، در شرایط مراقبت‌های ویژه و با پرسنل با تجربه اقدام شود. در این صورت این نوع شیوه درمانی می‌بایست در کسانی که ICP آنها را نمی‌توان با درمان‌های رایج (مانند هیپرونتیلاسیون، دیورتیک‌های اسموتیک) کنترل کرد، به کار برد.

## پذیرش در بیمارستان
شرایط بالینی غریق، اساس تصمیم‌گیری برای پذیرش بیمار در بیمارستان است. شاخص‌های بستری شدن در بیمارستان شامل وجود علائم تنفسی چشمگیر، رادیوگرافی ساده ریه که غیرطبیعی به نظر بیاید، آنالیز گازهای خونی غیرطبیعی یا نیاز به اکسیژن کمکی یا حمایت تنفسی می‌باشند.
معمولاً آسیب به شش‌ها پس از چند ساعت از حادثه، هویدا می‌گردد و از این رو اگر بیماری برای چند ساعت تحت نظر بود و علامتی از خود نشان نداد، می‌توان او را به خانه فرستاد.
این که آیا کاهش هوشیاری گذرا به پذیرش نیاز دارد یا نه، هنوز آشکار نیست ولی عموماً تصمیم به پذیرش در بیمارستان می‌بایست براساس شرایط بالینی کنونی بیمار استوار باشد.

## پیش آگهی
پیش آگهی بیمارانی که از لحاظ نورولوژیک در هنگام رسیدن به بیمارستان علامتی از خود نشان نمی‌دهند، بسیار عالی است، آنها معمولاً بدون اختلال عصبی زنده می‌مانند. افزون بر این، ایست قلبی به خودی خود نشان پیش آگهی بد نیست. چنانچه ایست قلبی به کمک‌های اولیه در صحنه حادثه پاسخ دهد، پیش آگهی نیز می‌تواند عالی باشد. در حالیکه، ایست قلبی ای که در سراسر رخداد تا انتقال به بیمارستان پابرجای می‌ماند، و وجود ریتم اولیه به صورت آسیستول (asystole) نشانه‌های پیش آگهی بد هستند.
اما تنفس خودبخودی در هنگام ورود به اورژانس بعد از ایست قلبی در صحنه حادثه، نشانه پیش آگهی خوبی است.
بی شک، زمان زیر آب قرار گرفتن غریق با میزان آسیب آنوکسی و پیش آگهی بعدی همبستگی دارد. برای مثال، زمان زیر آب قرار گرفتن اگر از ۵ دقیقه تجاوز کند با پیش آگهی بدی توأم است. در نهایت باید تأکید کرد که با هیپوترمی شدید، پیش‌بینی پیش آگهی نهایی امکان‌پذیر نمی‌باشد. در ضمن PH کمتر از ۷ نیز که نشانگر اسیدوز شدید است نشانه بدی است. میزان فشار کم اکسیژن سرخرگی نشانه این است که آب آسپیره شده‌است و خطر ادم ریوی وجود دارد. وجود فیبریلاسیون بطنی نشانه ای ناگوار است و هنگامی که درجه حرارت مرکزی بدن به زیر ۲۷ درجه سانتی گراد باشد بیمار به عملیات احیا به خوبی پاسخ نمی‌دهد.